# スター・ファイヤー (レスラー)
スター・ファイヤー（Star Fire、女性、1992年2月4日 - ）は、メキシコのプロレスラーである。マスクウーマンのみの団体であるWWSのルーダ。

## 経歴
2008年4月28日、テスココにて対オアシス戦でデビュー。
2009年、CMLLに参戦。
2013年9月から女子団体WWSを主戦場に移す。
2014年5月17日、ロペス・マテオスで紫雷イオが持つワールド・オブ・スターダム王座に挑戦。
8月にスターダムに初来日し、8月24日より「STARDOM 5★STAR GP2014」に参戦する。

## 得意技
- ファイヤー・スープレックス[1]
- ジャーマン・スープレックス[1]
- 変形ドライバー[1]

## 獲得タイトル
- 第10代ハイスピード王座